# Concierge
Concierge (fransk; kõ'sjɛʁʒ) er en arbejdsmæssig betegnelse for en portner som bistår beboere eller gæster i en bygård eller på et hotel med daglige gøremål. Conciergerollen opstod oprindeligt i Frankrig som et job, der på dansk befinder sig et sted mellem portner, vagtmester og vicevært. Stillingsbetegnelsen er typisk anvendt på større hoteller rundt om i verden. Her er opgaven at hjælpe gæsterne med billet- og bordbestillinger eller formidling af udlejningsbil eller privatfly - altså en slags administrerende tjener- eller butlerfunktion.
"Vi kan skaffe det meste, det umulige tager bare længere tid", kunne være valgsproget for en god og pligtopfyldende concierge.
Faggruppen har sin egen, internationale organisation, Les Clefs d'Or, der blev dannet i Frankrig i oktober 1929. Den har nu, 80 år senere, mere end 3000 medlemmer i over 50 lande. En concierge tilknyttet foreningen bærer to gyldne, korslagte nøgler på arbejdstøjet.
I Danmark er conciergene organiserede gennem Dansk Hotel-Portier forening, der har været medlem af Les Clefs d'Or siden 1952.

## Eksterne Henvisninger
- concierge.dk - Dansk Hotel-Portier forening Arkiveret 27. oktober 2020 hos  Wayback Machine